# Ara Güler
Ara Güler (armeniska: Արա Գյուլեր), ursprungligen Aram Terteryan, född 16 augusti 1928 i Beyoğlu, Istanbul, Turkiet, död 17 oktober 2018 i Istanbul, var en armenisk-turkisk fotograf med smeknamnet "Istanbuls öga".

## Uppväxt
Ara Gülers var son till armenierna Dacat Derderyan och Verjin Şahyan. Hans far var apotekare i Istanbul. Han gick i det lokala Getsemane armeniska gymnasium. Under sina skolår arbetade han på biografer och gick på teaterkurser, som arrangerades av den moderna turkiska teaterns skapare Muhsin Ertuğrul. År 1950 började han arbeta som reportagefotograf på dagstidningen Yeni Istanbul. Han började  samtidigt studera ekonomi på Istanbuls universitet. Senare flyttade han till dagstidningen Hürriyet.
År 1935 var han tvungen att enligt turkisk lag byta till ett turkiskt efternamn.

## Karriär
År 1958 öppnade Time-Life en byrå i Turkiet, och Ara Güler blev dess första korrespondent för Främre Orienten. Efter ett tag fick han också uppdrag från Paris Match, Stern och The Sunday Times. Efter att ha slutfört sin militärtjänstgöring 1961 anställdes han av den turkiska tidskriften Hayat som chef för dess fotografiavdelning. 
Vid denna tid mötte han Henri Cartier-Bresson och Marc Riboud, vilka rekryterade honom att bli bildbyrån Magnum Photos 16:e medlem. Han presenterades i den brittiska 1961 Photography Yearbook. 
Under 1960-talet användes Ara Gülers fotografier för att illustrera kända författares böcker. Hans bilder ställdes också ut internationellt, bland annat 1968 på 10 Masters of Color Photography i Museum of Modern Art i New York i USA samt på Photokinamässan i Köln i Tyskland.
Han reste utomlands på fotoreportage till Iran, Kazakstan, Afghanistan, Pakistan, Indien, Kenya, Nya Guinea och Borneo. Under 1970-talet fotograferade han politiker och konstnärer som Indira Gandhi, Ansel Adams, Imogen Cunningham, Marc Chagall, Salvador Dalí och Pablo Picasso.
På 1970-talet arbetade Ara Güler med film och gjorde bland annat dokumentärfilmen The End of the Hero (1975), som var baserad på en fiktionaliserad berättelse om skrotningen av den turkiska slagkryssaren TCG Yavuz.
I augusti 2018 invigdes Ara Güler Museum i det tidigare bryggeriet Bomontiada i Istanbul, som också inrymmer Ara Güler Archive and Research Centre.

## Privatliv
Ara Güler var gift första gången med Perihan Sarıöz och andra gången från 1984 med Suna Taşkıran, som avled 2010.